# Hlinaia (Grigoriopol), Stînga Nistrului
Hlinaia (în germană Glückstal, în română Glikstal) este un sat din raionul Grigoriopol, Unitățile Administrativ-Teritoriale din Stînga Nistrului (Transnistria), Republica Moldova. Prima atestare documentată a satului datează din anul 1789. Satul a fost locuit în secolul al XIX-lea și în prima jumătate a secolului al XX-lea de germanii pontici.
Conform recensământului din anul 2004, populația localității era de 2.718 locuitori, dintre care 728 (26,78%) moldoveni (români), 939 (34,54%) ucraineni și 859 (31,6%) ruși.